# Parallelia frontinus
Parallelia frontinus är en fjärilsart som beskrevs av Donovan 1805. Parallelia frontinus ingår i släktet Parallelia och familjen nattflyn. Inga underarter finns listade i Catalogue of Life.